# Seznam jezer v Itálii
Seznam jezer v Itálii (italsky jezero – lago). Přehled jezer v Itálii s plochou přes 10 km² a některých menších (bez italských přehrad).

## Podle velikosti
| jezero             | italsky           | region                                 | rozloha (km²) | poloha (m n. m.) | hloubka (m) |
| ------------------ | ----------------- | -------------------------------------- | ------------- | ---------------- | ----------- |
| Gardské jezero     | Lago di Garda     | Lombardie, Trentino-Alto Adige, Veneto | 370           | 65               | 346         |
| Lago Maggiore      | Lago Maggiore     | Lombardie, Piemont                     | 170,21        | 194              | 372         |
| Komské jezero      | Lago di Como      | Lombardie                              | 146           | 198              | 410         |
| Trasimenské jezero | Lago Trasimeno    | Umbrie                                 | 124           | 257              | 7           |
| Bolsenské jezero   | Lago di Bolsena   | Lazio                                  | 114           | 305              | 151         |
| Iseo               | Lago d'Iseo       | Lombardie                              | 65,3          | 186              | 251         |
| Bracciano          | Lago di Bracciano | Lazio                                  | 56,7          | 160              | 165         |
| Orta               | Lago d'Orta       | Piemont                                | 18,2          | 290              | 144         |
| Luganské jezero    | Lago di Lugano    | Lombardie                              | 18,0          | 271              | 288         |
| Varese             | Lago di Varese    | Lombardie                              | 14,9          | 238              | 26          |
| Vico               | Lago di Vico      | Lazio                                  | 12,1          | 510              | 48,5        |
| Idro               | Lago d'Idro       | Lombardie                              | 10,9          | 368              | 122         |
| Albano             | Lago Albano       | Lazio                                  | 6             | 293              | 170         |